# Dinka, Pandavapura
Dinka là một làng thuộc tehsil Pandavapura, huyện Mandya, bang Karnataka, Ấn Độ.